# 宝純子
宝 純子（たから じゅんこ、12月7日 - ）は、元宝塚歌劇団花組組長。
東京都文京区、東京都立竹早高等学校出身。身長は164cm。愛称は「レモン」。

## 略歴
- 1970年、56期生として宝塚歌劇団に入団。雪組公演『四季の踊り絵巻／ハロー! タカラヅカ』で初舞台を踏む。
  - 同期生に麻実れい（元雪組トップスター）、東千晃（元雪組・星組トップ娘役）、萬あきら、世れんか、条はるきなどがいる。雪組公演『四季の踊り絵巻／ハロー!タカラヅカ』[1]で初舞台を踏む。宝塚入団時の成績は70人中32位[1]。1971年3月8日[1]に花組配属。
- 1975年、ヨーロッパ公演メンバーに選抜される。
- 1976年、『あかねさす紫の花』の新人公演で初主演を果たす。
- 1978年、中南米公演メンバーに選抜される。
- 1983年、花組の副組長に就任。
- 1986年、花組組長に就任。
- 1989年、ニューヨーク公演のメンバーに選抜される。
- 1990年7月31日付[1]で、宝塚歌劇団を退団。最終出演公演の演目は『ベルサイユのばら[1] - フェルゼン編 - 』。

## 宝塚歌劇団時代の主な舞台歴
- 1972年9月、『炎の天草灘』新人公演：右吉（本役：室町あかね）／『ポップ・ニュース』
- 1972年11月、『浜千鳥』新人公演：国頭村長／『ポップ・ニュース』（東宝）
- 1974年1月、『花のお嬢吉三』新人公演：お坊吉三（本役：瀬戸内美八）
- 1975年7月、『ベルサイユのばら -アンドレとオスカル編-』新人公演：アラン（本役：汐見里佳）
- 1975年9月、『ザ・タカラヅカ』／『ビート・オン・タカラヅカ』（ヨーロッパ公演）
- 1976年2月、『あかねさす紫の花』新人公演：中大兄皇子（本役：榛名由梨）／『ビューティフル・ピープル』 ＊新人公演初主演
- 1976年8月、『うつしよ紅葉』新人公演：織田信長（本役：安奈淳）／『ノバ・ボサ・ノバ』ブリーザ　＊新人公演主演
- 1977年1月、『朱雀門の鬼』雲丸／『ル・ピエロ』歌う青年　新人公演：カンディード（本役：安奈淳）＊新人公演主演
- 1977年3月、『うつしよ桜』[2]森蘭丸／『ノバ・ボサ・ノバ』（中日劇場）
- 1977年6月、『うつしよ桜』同監物／『ビバ タカラジェンヌ』（全国ツアー）
- 1977年10月、『うつしよ桜』森蘭丸／『ファンタジー・ベルサイユのばら』（全国ツアー）
- 1978年2月、『風と共に去りぬ』新人公演：スカーレット・オハラ（本役：安奈淳） ＊新人公演主演
- 1978年4月、『ホフマン物語』（バウ）新人公演：悪魔4
- 1978年5月、『安奈淳フェアウェル・コンサート』（バウ）
- 1978年8月、『ヴェロニック』（バウ・東京特別）セラファン
- 1978年10月、『ザ・タカラヅカ』（中南米公演）
- 1979年3月、『花影記』／『紅はこべ』モンゴメリー
- 1980年3月、『舞え舞え蝸牛』源忠親／『ビューティフル・ジョイ』
- 1980年5月、『花小袖』藤左、新人公演：名古屋山三郎（本役：春日野八千代）／『プレンティフル・ジョイ』 ＊新人公演主演
- 1980年9月、『アナトール』（バウ）ブリディディック
- 1980年11月、『友よこの胸に熱き涙を』ピエール／『ザ・スピリット』[3]
- 1981年7月、『I LOVE MUSIC』（東宝）
- 1981年8月、『YOU・ME』（バウ）
- 1981年10月、『エストリレータ』バスコ／『ジュエリー・メルヘン』
- 1982年3月、『春の踊り』／『アルカディアよ永遠に』哲人（アルキメデス）他
- 1982年6月、『エストリレータ』ラザール／『ファースト・ラブ』（全国ツアー）
- 1982年8月、『夜明けの序曲』藤川岩之助
- 1993年2月、『霧深きエルベのほとり』ポール／『オペラ・トロピカル』
- 1983年4月、『ヴェニス、獅子たちの夢』（バウ）ヴェルナー・ヘンドリッヒ
- 1983年9月、『紅葉愁情』太郷次／『メイフラワー』
- 1984年2月、『琥珀色の雨にぬれて』ミッシェル・ドゥ・プレール伯爵／『ジュテーム』
- 1984年4月、『朱に恋うる調べ』／『メイフラワー』フレッチャー（全国ツアー）
- 1984年8月、『名探偵はひとりぼっち』レオン／『ラ・ラ・フローラ』
- 1985年3月、『愛あれば命は永遠に』タリアン夫人
- 1985年6月、『ジャパン・ファンタジー』／『ドリームズ・オブ・タカラヅカ』（バウ）
- 1985年9月、『テンダー・グリーン』フィール／『アンドロジェニー』
- 1986年1月、『微風のマドリガル』ドン・ペドロ／『メモリアール・ド・パリ』
- 1986年5月、『散る花よ、風の囁きを聞け』（バウ）土方歳三
- 1986年6月、『真紅なる海に祈りを』レピダス／『ヒーローズ』
- 1987年2月、『遥かなる旅路の果てに』オリビエ・ローラン／『ショー・アップ・ショー』
- 1987年8月、『あの日薔薇一輪』レイモン・マンダレー／『ザ・レビュースコープ』
- 1987年10月、『琥珀色の雨にぬれて』ジョルジュ・ドゥ・ボーモン伯爵／『ヒーローズ』（全国ツアー）
- 1988年3月、『キス・ミー・ケイト』ハリー／バプティスタ
- 1988年9月、『宝塚をどり讃歌 88』／『春ふたたび』左衛門／『フォーエバー!タカラヅカ』
- 1989年2月、『硬派・坂本竜馬!』（バウ）勝海舟
- 1989年4月、『会議は踊る』カロリーナ・セベーニュ公爵夫人／『ザ・ゲーム』（東宝）
- 1989年6月、『ロマノフの宝石』ワルター伯爵／『ジダン・デ・ジタン』
- 1989年10月、『宝塚をどり賛歌』／『タカラヅカ・フォーエバー』（ニューヨーク公演）
- 1990年3月、『ベルサイユのばら - フェルゼン編 - 』ルイ十六世 ＊退団公演